# Festival di Berlino 2003
La 53ª edizione del Festival internazionale del cinema di Berlino si è svolta a Berlino dal 6 al 16 febbraio 2003, con il Theater am Potsdamer Platz come sede principale. Direttore del festival è stato per il secondo anno Dieter Kosslick.
L'Orso d'oro è stato assegnato al film britannico Cose di questo mondo di Michael Winterbottom.
L'Orso d'oro alla carriera è stato assegnato all'attrice Anouk Aimée, alla quale è stata dedicata la sezione "Homage", mentre la Berlinale Kamera è stata assegnata all'imprenditore e produttore Artur Brauner, al compositore Peer Raben e alla drammaturga Erika Richter.
A partire da questa edizione un'apposita giuria internazionale ha assegnato il premio riservato ai migliori cortometraggi in concorso e nella sezione "Panorama".
Il festival è stato aperto da Chicago di Rob Marshall ed è stato chiuso da Gangs of New York di Martin Scorsese, entrambi fuori concorso.
La retrospettiva di questa edizione è stata dedicata al cineasta tedesco Friedrich Wilhelm Murnau.

## Giurie

### Giuria internazionale
- Atom Egoyan, regista e sceneggiatore (Canada) - Presidente di giuria[7]
- Humbert Balsan, produttore e attore (Francia)
- Abderrahmane Sissako, regista e sceneggiatore (Mauritania)
- Anna Galiena, attrice (Italia)
- Geoffrey Gilmore, direttore del Tribeca Festival (Stati Uniti)
- Martina Gedeck, attrice (Germania)
- Kathryn Bigelow, regista, sceneggiatrice e produttrice (Stati Uniti)

### Giuria "Cortometraggi"
- Andreas Dresen, regista e sceneggiatore (Germania)[7]
- Phyllis Mollet, direttrice della comunicazione della FIAPF (Francia)
- Thom Palmen, direttore del Festival Internazionale del Cinema di Umeå (Svezia)

### Giurie del Kinderfilmfest

#### Kinderjury
Gli Orsi di cristallo sono stati assegnati dalla Kinderjury, giuria nazionale composta da undici membri di 11-14 anni, selezionati dalla direzione del festival attraverso questionari inviati l'anno precedente.

#### Giuria internazionale
Il Grand Prix e lo Special Prize sono stati assegnati da una giuria internazionale composta dal regista Lars Berg (Norvegia), il cineasta Ricardo Casas (Uruguay), il regista, montatore e scrittore Martin Duffy (Irlanda), la regista, sceneggiatrice e produttrice Christina Schindler (Germania) e il regista Gaurav Seth (India).

## Selezione ufficiale

### In concorso
- La 25ª ora (25th Hour), regia di Spike Lee (USA)
- Alexandra's Project, regia di Rolf de Heer (Australia)
- Der alte Affe Angst, regia di Oskar Roehler (Germania)
- Confessioni di una mente pericolosa (Confessions of a Dangerous Mind), regia di George Clooney (USA, Germania, Canada)
- Cose di questo mondo (In This World), regia di Michael Winterbottom (Regno Unito)
- Il fiore del male (La fleur du mal), regia di Claude Chabrol (Francia)
- Good Bye, Lenin!, regia di Wolfgang Becker (Germania)
- Hero, regia di Zhang Yimou (Cina, Hong Kong)
- The Hours, regia di Stephen Daldry (USA, Regno Unito)
- Io non ho paura, regia di Gabriele Salvatores (Italia, Spagna, Regno Unito)
- Ja zuster, nee zuster, regia di Pieter Kramer (Paesi Bassi)
- Il ladro di orchidee (Adaptation.), regia di Spike Jonze (USA)
- Luci lontane, regia di Hans-Christian Schmid (Germania)
- The Life of David Gale, regia di Alan Parker (USA, Germania, Regno Unito)
- Madame Brouette (L'extraordinaire destin de Madame Brouette), regia di Moussa Sene Absa (Canada, Senegal, Francia)
- Mang jing, regia di Yang Li (Cina, Germania, Hong Kong)
- La mia vita senza me (My Life Without Me), regia di Isabel Coixet (Spagna, Canada)
- Piccoli tradimenti (Petites coupures), regia di Pascal Bonitzer (Francia, Regno Unito)
- Rezervni deli, regia di Damjan Kozole (Slovenia)
- Solaris, regia di Steven Soderbergh (USA)
- Son frère, regia di Patrice Chéreau (Francia)
- Tasogare Seibei, regia di Yōji Yamada (Giappone)

### Fuori concorso
- Chicago, regia di Rob Marshall (USA, Germania, Canada)
- Gangs of New York, regia di Martin Scorsese (USA, Italia)
- Zhou Yu de huo che, regia di Zhou Sun (Cina, Hong Kong)

### Proiezioni speciali
- Ararat - Il monte dell'Arca (Ararat), regia di Atom Egoyan (Canada, Francia)
- Babij Jar, regia di Jeff Kanew (Germania, Bielorussia)
- Le forze del destino (It's All About Love), regia di Thomas Vinterberg (Danimarca, Svezia)
- La petite prairie aux bouleaux, regia di Marceline Loridan Ivens (Francia, Germania, Polonia)
- Three Days of Rain, regia di Michael Meredith (USA)
- Wilbur Wants to Kill Himself, regia di Lone Scherfig (Danimarca, Regno Unito, Svezia, Francia)

### Cortometraggi
- Araki: The Killing of a Japanese Photographer, regia di Anders Morgenthaler (Danimarca)
- (A)Torzija, regia di Stefan Arsenijevic (Slovenia)
- The Chubbchubbs!, regia di Eric Armstrong (USA)
- Delores, regia di Adam Stevens (Nuova Zelanda)
- En ausencia, regia di Lucía Cedrón (Argentina)
- The Good Son, regia di Michael Sandoval (USA)
- Guerra alle pietre, regia di Andreas Teuchert (Germania)
- Kala, regia di Jonathan Davies (Finlandia)
- Mein Erlöser, regia di Athanasios Karanikolas (Germania)
- La partita, regia di Ursula Ferrara (Italia)
- Plano-Seqüência, regia di Patrícia Moran (Brasile)
- Rettet Berlin!, regia di Gerd Conradt (Germania)
- Shyol tramvay N° 9, regia di Stepan Koval (Ucraina)
- Spin, regia di Cath Le Couteur (Regno Unito)
- Talmen, regia di Stijn van Santen (Paesi Bassi)
- The Toll Collector, regia di Rachel Johnson (Repubblica Ceca, USA)
- Utes Ende, regia di Nathalie Percillier (Germania)

### Panorama
- Aquí iba el himno, regia di Sergio Umansky Brener (Messico)
- Bokunchi, regia di Junji Sakamoto (Giappone)
- Bruno S. - Die Fremde ist der Tod, regia di Miron Zownir (Germania)
- Caravan, regia di Dag Mørk (Norvegia)
- Le chant du millénaire, regia di Mohamed Zran (Francia, Tunisia)
- Children's Palace, regia di Jouni Hokkanen (Finlandia)
- Comandante, regia di Oliver Stone (USA, Spagna)
- D.E.B.S., regia di Angela Robinson (USA)
- Denk ich an Deutschland - Herr Wichmann von der CDU, regia di Andreas Dresen (Germania)
- Dess or Alaif, regia di Otu Tetteh (Germania)
- Devot, regia di Igor Zaritzky (Germania)
- La doppia vita di Mahowny (Owning Mahowny), regia di Richard Kwietniowski (Canada, Regno Unito)
- The Event, regia di Thom Fitzgerald (Canada, USA)
- Fight Back, Fight AIDS: 15 Years of ACT UP, regia di James Wentzy (USA)
- Flood, regia di Clio Barnard (Regno Unito)
- Flower & Garnet, regia di Keith Behrman (Canada)
- Fremragende timer, regia di Jan Dalchow e Lars Daniel Krutzkoff Jacobsen (Norvegia)
- Fureur, regia di Karim Dridi (Francia)
- The Gift, regia di Louise Hogarth (USA)
- Girl King, regia di Ileana Pietrobruno (Canada)
- Going Down, regia di Dominic Inzana (USA)
- Une grande fille comme toi, regia di Christophe Blanc e Mercedes Cecchetto (Francia, Germania)
- The Great Yiddish Love, regia di Diane Nerwen (USA)
- Haçla, regia di Tariq Teguia (Algeria, Francia)
- O Homem do Ano, regia di José Henrique Fonseca (Brasile)
- Ich bin, Gott sei Dank, beim Film!, regia di Lothar Lambert (Germania)
- Ich kenn keinen - Allein unter Heteros, regia di Jochen Hick (Germania)
- Innocent Criminals, regia di Udi Aloni (Israele, USA)
- Jagoda: Fragole al supermarket (Jagoda u supermarketu), regia di Dusan Milic (Serbia, Germania, Macedonia, Italia)
- Jiu yue, regia di Zi'en Cui e Jiangang Wei (Cina)
- Jonny Vang, regia di Jens Lien (Norvegia)
- Un jour, la nuit, regia di Lysanne Thibodeau (Canada)
- Just Call Me Kade, regia di Sam Zolten (USA)
- Kamchatka, regia di Marcelo Piñeyro (Argentina, Spagna, Italia)
- Karlchens Parade, regia di Michael Ester (Germania)
- Knafayim Shvurot, regia di Nir Bergman (Israele)
- El kotbia, regia di Nawfel Saheb-Ettaba (Tunisia, Francia, Marocco)
- Lapin intégral, regia di Cécilia Rouaud (Francia)
- Last Scene, regia di Hideo Nakata (Giappone, Corea del Sud)
- Ledina, regia di Ljubiša Samardžić (Serbia)
- Local Angel, regia di Udi Aloni (USA, Israele)
- Manipulator, regia di Wrik Mead (Canada)
- Mil nubes de paz cercan el cielo, amor, jamás acabarás de ser amor, regia di Julián Hernández (Messico)
- Misdemeanor, regia di Jonathan LeMond (USA)
- Moglem byc czlowiekiem, regia di Barbara Medajska (Polonia)
- Mondo Meyer Upakhyan, regia di Buddhadev Dasgupta (India)
- Monsieur N., regia di Antoine de Caunes (Francia, Regno Unito)
- Moonlight Mile - Voglia di ricominciare (Moonlight Mile), regia di Brad Silberling (USA)
- A Mulher Polícia, regia di Joaquim Sapinho (Portogallo, Spagna, Francia, Brasile)
- Mutti - Der Film, regia di Jörn Hartmann, Klaus Purkart, Biggy van Blond e Ades Zabel (Germania)
- Los novios búlgaros, regia di Eloy de la Iglesia (Spagna)
- Ottavio Mario Mai, regia di Alessandro Golinelli e Giovanni Minerba (Italia)
- Party Monster, regia di Fenton Bailey e Randy Barbato (USA, Paesi Bassi)
- Pater familias, regia di Francesco Patierno (Italia)
- Poco più di un anno fa - Diario di un pornodivo, regia di Marco Filiberti (Italia)
- Polígono Sur, regia di Dominique Abel (Spagna, Francia)
- Pure, regia di Gillies MacKinnon (Regno Unito)
- The Resurrection (Sungnyangpali sonyeoui jaerim), regia di Jang Sun-woo (Corea del Sud)
- Die Ritterinnen, regia di Barbara Teufel (Germania)
- Tardo autunno (Akibiyori), regia di Yasujirō Ozu (Giappone)
- Target Audience, regia di David Kittredge (USA)
- Thespian X, regia di Gerald McMorrow (Regno Unito)
- Three (San geng) - episodio Going Home, regia di Peter Chan (Hong Kong, Corea del Sud, Thailandia)
- Traces of a Dragon: Jackie Chan e la sua famiglia perduta (Long de shen chu: Shi luo de pin tu), regia di Mabel Cheung (Hong Kong)
- Tystnadens röst, regia di Gunnar Bergdahl (Svezia)
- Underdog, regia di Eran Merav (Israele)
- Vagabond, regia di György Szomjas (Ungheria)
- Warum läuft Herr V. Amok?, regia di Dietrich Brüggemann (Germania)
- Wildfire, regia di Amy Greenfield (USA)
- Wolfsburg, regia di Christian Petzold (Germania)
- Yossi & Jagger, regia di Eytan Fox (Israele)

### Forum
- 196 bpm, regia di Romuald Karmakar (Germania)
- 36ª camera dello Shaolin (Shao Lin san shi liu fang), regia di Lau Kar Leung (Hong Kong)
- Ai nu, regia di Yuen Chor (Hong Kong)
- Aji, regia di Ying Li (Giappone, Cina)
- Aku ingin menciummu sekali saja, regia di Garin Nugroho (Indonesia)
- All the Real Girls, regia di David Gordon Green (USA)
- Amarelo Manga, regia di Cláudio Assis (Brasile)
- Border Line, regia di Lee Sang-il (Giappone)
- Chinese Odissey (Tian xia wu shuang), regia di Jeffrey Lau (Hong Kong)
- Cine Piquetero, film collettivo (Argentina)
- Company, regia di Ram Gopal Varma (India)
- Cotton Candy, regia di Ernie Gehr (USA)
- Dzien swira, regia di Marek Koterski (Polonia)
- Eclipse, regia di Orlando Mesquita (Mozambico)
- Edi, regia di Piotr Trzaskalski (Polonia)
- Eer Lelo Rahamim, regia di Tsipi Reibenbach (Israele)
- Eigentlich wollte ich Förster werden - Bernd aus Golzow, regia di Barbara Junge e Winfried Junge (Germania)
- Empathy, regia di Amie Siegel (USA)
- Galoot, regia di Asher Tlalim (Israele, Regno Unito)
- Goff in der Wüste, regia di Heinz Emigholz (Germania)
- Golden Lemons, regia di Jörg Siepmann (Germania)
- Gololyod, regia di Mikhail Brashinskiy (Russia)
- Heirate mich - Casate conmigo, regia di Uli Gaulke e Jeannette Eggert (Germania)
- Identity Kills, regia di Sören Voigt (Germania)
- Le implacabili lame di rondine d'oro (Da zui xia), regia di King Hu (Hong Kong)
- Infernal Affairs (Mou gaan dou), regia di Wai-Keung Lau e Alan Mak (Hong Kong)
- Jiang shan mei ren, regia di Han Hsiang Li (Hong Kong)
- Ka la shi tiao gou, regia di Xuechang Lu (Cina)
- Kim Gina-eui bidio ilgi, regia di Gina Kim (Corea del Sud, USA)
- Klíc k urcování trpaslíku podle deníku Pavla Jurácka, regia di Martin Sulík (Repubblica Ceca)
- Kōfuku no kane, regia di Sabu (Giappone)
- Kuen rai ngao, regia di Pimpaka Towira (Thailandia)
- Kyung-gye Dosi, regia di Hong Hyung-sook (Corea del Sud)
- Lettere dalla Palestina, film collettivo (Italia)
- Marie et le loup, regia di Ève Heinrich (Francia, Belgio)
- Mein Leben Teil 2, regia di Angelika Levi (Germania)
- Mercano, el marciano, regia di Juan Antin (Argentina)
- Milae, regia di Young-Joo Byun (Corea del Sud)
- Milchwald, regia di Christoph Hochhäusler (Germania, Polonia)
- Mimi, regia di Claire Simon (Francia)
- Mon voyage d'hiver, regia di Vincent Dieutre (Francia)
- Morning Sun, regia di Geramie Barmé, Richard Gordon e Carma Hinton (USA)
- Mr. Vendetta (Boksuneun naui geot), regia di Park Chan-wook (Corea del Sud)
- Mutter, regia di Miklós Gimes (Svizzera, Francia)
- My Camera Doesn't Lie, regia di Solveig Klassen e Katharina Schneider-Roos (Cina, Germania, Austria)
- Night Stop, regia di Licinio Azevedo (Mozambico)
- Ogawa puro hōmon-ki, regia di Jun'ichirō Ōshige (Giappone)
- Power Trip, regia di Paul Devlin (USA, Georgia)
- PTU, regia di Johnnie To (Hong Kong)
- Rengeteg, regia di Benedek Fliegauf (Ungheria)
- Rua 6, Sem Número, regia di João Batista de Andrade (Brasile)
- Salt, regia di Bradley Rust Gray (Islanda, USA)
- Something More Than Night, regia di Daniel Eisenberg (USA)
- Sono nato, ma... (Otona no miru ehon - Umarete wa mita keredo), regia di Yasujirō Ozu (Giappone)
- Storia di erbe fluttuanti (Ukikusa monogatari), regia di Yasujirō Ozu (Giappone)
- Südostpassage, regia di Ulrike Ottinger (Germania)
- Tarda primavera (Banshun), regia di Yasujirō Ozu (Giappone)
- Teknolust, regia di Lynn Hershman-Leeson (USA, Germania, Regno Unito)
- Il tempo del raccolto del grano (Bakushū), regia di Yasujirō Ozu (Giappone)
- El traje, regia di Alberto Rodríguez Librero (Spagna)
- Xiang jiang hua yue ye, regia di Umetsugu Inoue (Hong Kong)
- Xin xin, regia di Zhimin Sheng (Cina)
- Yan fen jie, regia di Wang Bing (Cina)

### Kinderfilmfest/14plus
- Abba Shahor Lavan, regia di Eitan Londner (Israele)
- Abbie Down East, regia di Ellen-Alinda Verhoeff (Paesi Bassi, USA)
- Bad gisuanat ra shaneh khahad zad, regia di Saman Salur (Iran)
- Ballerina, regia di Kunuk Platoú e Valerie Saunders (Danimarca)
- Birju, regia di Heeraz Marfatia (India, USA)
- Bollongexpeditionen, regia di Anna Bengtsson (Svezia)
- O Céu de Iracema, regia di Iziane F. Mascarenhas (Brasile)
- The Dangerous Lives of Altar Boys, regia di Peter Care (USA)
- Dong seung, regia di Joo Kyung-jung (Corea del Sud)
- Drengen der ville gøre det umulige, regia di Jannik Hastrup (Danimarca, Francia)
- Elina (Elina - Som om jag inte fanns), regia di Klaus Härö (Svezia, Finlandia)
- En som Hodder, regia di Henrik Ruben Genz (Danimarca)
- L'envie, regia di Leonard Yip (Australia, Singapore)
- Hasha'on Shel Pepe, regia di Michael Peretz (Israele)
- Hoteru haibisukasu, regia di Yuji Nakae (Giappone)
- Houdinis hund, regia di Sara Johnsen (Norvegia)
- Jantarpins, regia di Dace Riduze (Lettonia)
- Jims Vinter, regia di Gun Jacobson (Svezia, Danimarca)
- Kahlekuningas, regia di Arto Koskinen (Finlandia, Svezia, Francia)
- Kald mig bare Aksel, regia di Pia Bovin (Danimarca)
- Miss Entebbe, regia di Omri Levi (Israele)
- Un momento, regia di Tim Geser (Svizzera)
- Nachmittag in Siedlisko, regia di Anne Wild (Germania)
- De olifant en de slak, regia di Christa Moesker (Paesi Bassi)
- Pelle politibil, regia di Thomas Kaiser (Norvegia)
- Saint Monica, regia di Terrance Odette (Canada)
- Släkt & vänner, regia di Jonas Odell (Svezia)
- Le trop petit prince, regia di Zoia Trofimova (Francia)
- Il viaggio di Carol (El viaje de Carol), regia di Imanol Uribe (Spagna, Portogallo)
- Der zehnte Sommer, regia di Jörg Grünler (Germania)

### Perspektive Deutsches Kino
- Befreite Zone, regia di Norbert Baumgarten (Germania)
- Bernau liegt am Meer, regia di Martina Döcker (Germania)
- Eierdiebe, regia di Robert Schwentke (Germania)
- Grüsse aus Dachau, regia di Bernd Fischer (Germania)
- Hình bóng, regia di Robin von Hardenberg (Germania)
- Kiki+Tiger, regia di Alain Gsponer (Germania, Svizzera)
- Let It Rock!, regia di Igor Paasch (Germania)
- Mein erstes Wunder, regia di Anne Wild (Germania)
- Narren, regia di Tom Schreiber (Germania)
- Science Fiction, regia di Franz Müller (Germania)
- Sie haben Knut, regia di Stefan Krohmer (Germania, Austria)
- Unternehmen Paradies, regia di Volker Sattel (Germania)
- Wir, regia di Martin Gypkens (Germania)

### Retrospettiva
- Los 5 Faust de F.W. Murnau, regia di Luciano Berriatúa (Spagna)
- Buon giorno (Ohayō), regia di Yasujirō Ozu (Giappone)
- Camilla Horn sieht sich als Gretchen in Murnaus Stummfilm Faust, regia di Hedda Rinneberg, Hans Sachs (Germania Ovest)
- Il cammino della notte (Der Gang in die Nacht), regia di F.W. Murnau (Germania, Danimarca)
- Fantasma (Phantom), regia di F.W. Murnau (Germania)
- Faust (Faust: Eine deutsche Volkssage), regia di F.W. Murnau (Germania)
- Finanze del granduca (Die Finanzen des Großherzogs), regia di F.W. Murnau (Germania)
- Die Finanzen des Großherzogs, regia di Gustaf Gründgens (Germania)
- Fiori d'equinozio (Higanbana), regia di Yasujirō Ozu (Giappone)
- Inizio di primavera (Sōshun), regia di Yasujirō Ozu (Giappone)
- L'Isola dei Demoni (Insel der Dämonen), regia di Friedrich Dalsheim (Germania)
- Klassiker der deutschen Filmkunst: F.W. Murnau, regia di Ulrich Kasten e Fred Gehler (Germania Est)
- Legong (la danza delle vergini) (Legong: Dance of the Virgins), regia di Henri de la Falaise (USA)
- Der letzte Mann, regia di Harald Braun (Germania Ovest)
- Murnau's 4 Devils: Traces of a Lost Film, regia di Janet Bergstrom (USA)
- Nosferatu, il principe della notte (Nosferatu: Phantom der Nacht), regia di Werner Herzog (Germania Ovest, Francia)
- Nosferatu il vampiro (Nosferatu, eine Symphonie des Grauens), regia di F.W. Murnau (Germania)
- Il nostro pane quotidiano (City Girl), regia di F.W. Murnau (USA)
- Ombre bianche (White Shadows in the South Seas), regia di W. S. Van Dyke (USA)
- Phantombilder, regia di Frieda Grafe e Enno Patalas (Germania Ovest)
- Satana (Satanas), regia di F.W. Murnau (Germania)
- Scandalo a Filadelfia (The Philadelphia Story), regia di George Cukor (USA)
- Settimo cielo (7th Heaven), regia di Frank Borzage (USA)
- Tabù (Tabu: A Story of the South Seas), regia di F.W. Murnau (USA)
- Tabu, dernier voyage, regia di Yves de Peretti (Francia, Germania, Belgio)
- Tartufo (Herr Tartüff), regia di F.W. Murnau (Germania)
- La terra che brucia (Der brennende Acker), regia di F.W. Murnau (Germania)
- L'ultima gioia (Four Sons), regia di John Ford (USA)
- L'ultima risata (Der letzte Mann), regia di F.W. Murnau (Germania)
- L'ultimo Eden (Moana), regia di Frances H. Flaherty e Robert J. Flaherty (USA)
- La vedova allegra (The Merry Widow), regia di Ernst Lubitsch (USA)

## Premi

### Premi della giuria internazionale
- Orso d'oro per il miglior film: Cose di questo mondo di Michael Winterbottom
- Orso d'argento per il miglior regista: Patrice Chéreau per Son frère
- Orso d'argento per la migliore attrice: ex aequo Nicole Kidman, Julianne Moore e Meryl Streep per The Hours
- Orso d'argento per il miglior attore: Sam Rockwell per Confessioni di una mente pericolosa
- Orso d'argento per il miglior contributo artistico: Yang Li per la regia e la sceneggiatura di Mang jing
- Orso d'argento, gran premio della giuria: Il ladro di orchidee di Spike Jonze
- Orso d'argento per la migliore colonna sonora: Majoly, Serge Fiori e Mamadou Diabaté per Madame Brouette di Moussa Sene Absa
- Premio Alfred Bauer: Hero di Zhang Yimou
- Premio l'angelo azzurro: Good Bye, Lenin! di Wolfgang Becker

### Premi onorari
- Orso d'oro alla carriera: Anouk Aimée
- Berlinale Kamera: Artur Brauner, Peer Raben, Erika Richter

### Premi della giuria "Cortometraggi"
- Orso d'oro per il miglior cortometraggio: (A)Torzija di Stefan Arsenijevic
- Orso d'argento, premio della giuria (cortometraggi): En ausencia di Lucía Cedrón
- Orso d'argento, gran premio della giuria (cortometraggi): Shyol tramvay N° 9 di Stepan Koval
- Panorama Short Film Award: Misdemeanor di Jonathan LeMond
- Prix UIP Berlin: (A)Torzija di Stefan Arsenijevic
- New York Film Academy Scholarship: Moglem byc czlowiekiem di Barbara Medajska
- Menzione speciale: Underdog di Eran Merav

### Premi delle giurie "Kindefilmfest"
- Children's Jury
- Orso di cristallo per il miglior film: Elina di Klaus Härö
- Menzione speciale: Miss Entebbe di Omri Levi
- Menzione speciale: Il viaggio di Carol di Imanol Uribe
- Orso di cristallo per il miglior cortometraggio: Le trop petit prince di Zoia Trofimova
- Menzione speciale: Birju di Heeraz Marfatia

- International Jury
- Grand Prix per il miglior film: Kald mig bare Aksel di Pia Bovin
- Menzione speciale: Elina di Klaus Härö
- Menzione speciale: Drengen der ville gøre det umulige di Jannik Hastrup
- Special Prize per il miglior cortometraggio: Le trop petit prince di Zoia Trofimova
- Menzione speciale: Houdinis hund di Sara Johnsen

### Premi delle giurie indipendenti
- Guild Prize: La mia vita senza me di Isabel Coixet
- Peace Film Award: Cose di questo mondo di Michael Winterbottom
- Premio Caligari: Salt di Bradley Rust Gray
- Premio Manfred Salzgeber: Pure di Gillies MacKinnon
  - Menzione speciale: Harry Eden per l'interpretazione in Pure di Gillies MacKinnon
- Premio Wolfgang Staudte: Rengeteg di Benedek Fliegauf
- NETPAC Prize: Kōfuku no kane di Sabu
  - Menzione speciale: Aku ingin menciummu sekali saja di Garin Nugroho
- Don Quixote Prize: Edi di Piotr Trzaskalski
- Premio della giuria ecumenica:
  - Competizione: Cose di questo mondo di Michael Winterbottom
  - Panorama: Knafayim Shvurot di Nir Bergman
  - Forum: Edi di Piotr Trzaskalski
- Premio FIPRESCI:
  - Competizione: Luci lontane di Hans-Christian Schmid
  - Panorama: Wolfsburg di Christian Petzold
  - Forum: Edi di Piotr Trzaskalski
- Premio CICAE:
  - Panorama: Knafayim Shvurot di Nir Bergman
  - Menzione speciale: Polígono Sur di Dominique Abel
  - Forum: Amarelo Manga di Cláudio Assis
  - Menzione speciale: Power Trip di Paul Devlin
- Teddy Award:
  - Miglior lungometraggio: Mil nubes de paz cercan el cielo, amor, jamás acabarás de ser amor di Julián Hernández
  - Miglior documentario: Ich kenn keinen - Allein unter Heteros di Jochen Hick
  - Miglior cortometraggio: Fremragende timer di Jan Dalchow e Lars Daniel Krutzkoff Jacobsen
  - Premio dei lettori di Siegessäule: The Event di Thom Fitzgerald
  - Premio speciale: Friedrich Wilhelm Murnau (in memoriam)

### Premi dei lettori e del pubblico
- Premio del pubblico al miglior film (Panorama): Knafayim Shvurot di Nir Bergman
- Premio dei lettori del Berliner Mongerpost: The Hours di Stephen Daldry
- Premio dei lettori del Berliner Zeitung: Power Trip di Paul Devlin